# Nances
Nances ist eine französische Gemeinde mit 534 Einwohnern (Stand: 1. Januar 2022) im Département Savoie in der Region Auvergne-Rhône-Alpes. Sie gehört zum Kanton Le Pont-de-Beauvoisin im Arrondissement Chambéry und ist Mitglied im Gemeindeverband Le Lac d’Aiguebelette. Die Einwohner werden Nanceyards genannt.

## Geographie
Nances liegt etwa zwölf Kilometer westlich von Chambéry am Lac d’Aiguebelette. Nachbargemeinden von Nances sind Novalaise im Norden und Westen, Marcieux im Norden und Nordwesten, La Motte-Servolex im Osten, Saint-Sulpice im Südosten, Aiguebelette-le-Lac im Süden sowie La Bridoire im Westen und Südwesten.
Durch die Gemeinde führt die Autoroute A43.

## Bevölkerungsentwicklung
| Jahr                       | 1962 | 1968 | 1975 | 1982 | 1990 | 1999 | 2006 | 2013 |
| -------------------------- | ---- | ---- | ---- | ---- | ---- | ---- | ---- | ---- |
| Einwohner                  | 150  | 138  | 190  | 188  | 237  | 330  | 404  | 447  |
| Quellen: Cassini und INSEE |      |      |      |      |      |      |      |      |

## Sehenswürdigkeiten
- Kapelle Sainte-Rose
- Burg L’Épine aus dem 13. Jahrhundert

## Persönlichkeiten
- Claude Burdin (1788–1873), Bergbauingenieur

## Weblinks

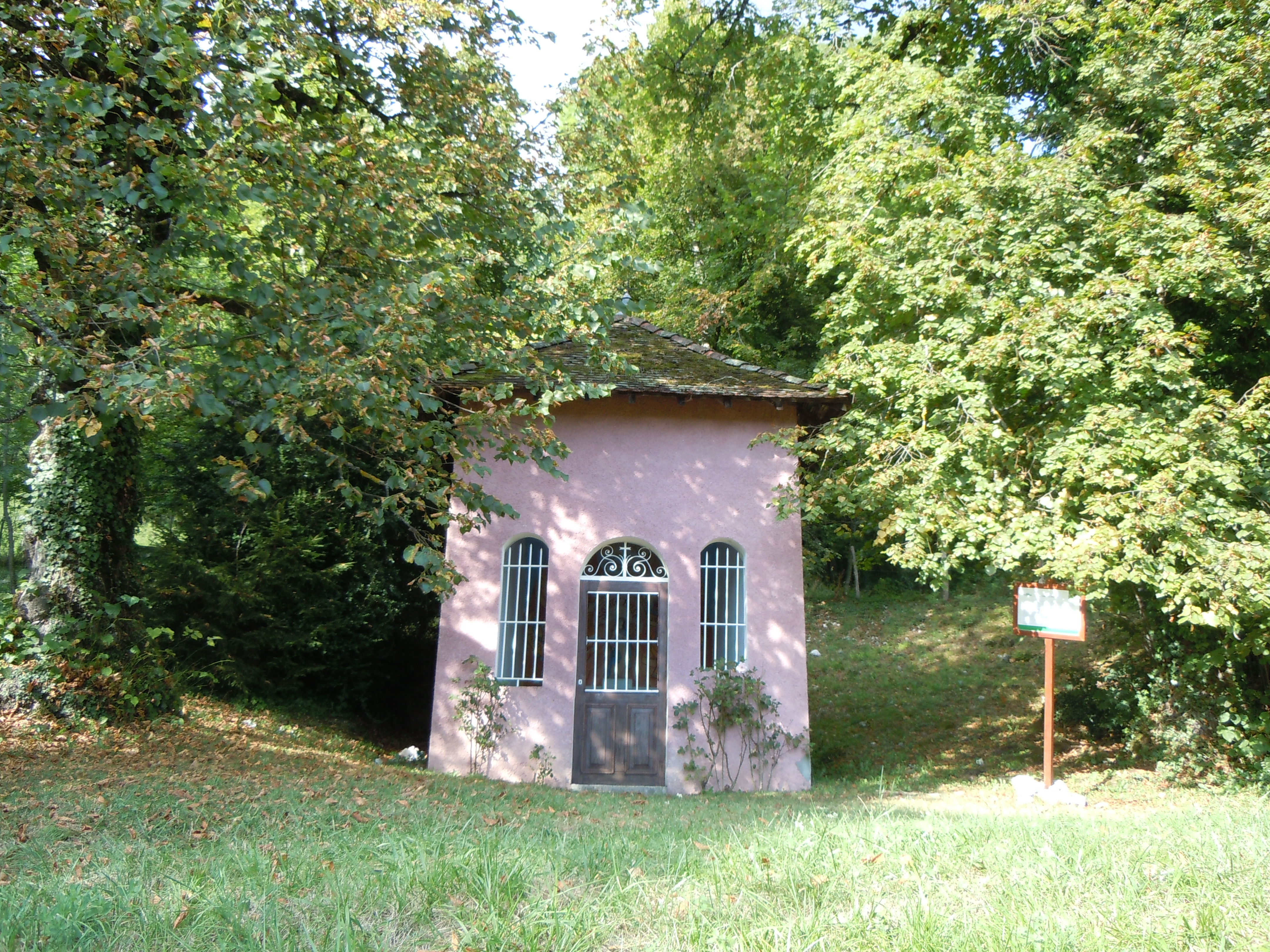
Kapelle Sainte-Rose